# Jakarta Server Pages
Pour les articles homonymes, voir JSP.
Jakarta Server Pages (anciennement JavaServer Pages) ou JSP est une technique basée sur Java qui permet aux développeurs de créer dynamiquement du code HTML, XML ou tout autre type de page web. Cette technique permet au code Java et à certaines actions prédéfinies d’être ajoutés dans un contenu statique. Depuis la version 2.0 des spécifications, la syntaxe JSP est complètement conforme au standard XML.
La syntaxe du JSP ajoute des balises XML, appelées actions JSP, qui peuvent être utilisées pour appeler des fonctions. De plus, cette technique permet la création de bibliothèques de balises JSP (taglib) qui agissent comme des extensions au HTML ou au XML. Les bibliothèques de balises offrent une méthode indépendante de la plate-forme pour étendre les fonctionnalités d'un serveur HTTP. Il existe aussi un langage de script particulier, appelé Expression Language (EL) destiné à réduire l'injection de code java au sein des pages JSP ainsi qu'à étendre les possibilités des taglibs, tel que la JSTL.
Les JSP sont compilées par un compilateur JSP pour devenir des servlets Java. Un compilateur JSP peut créer une servlet Java en code source Java qui peut à son tour être compilé par le compilateur Java, ou peut créer le pseudo-code Java interprétable directement. Dans les deux cas, il est bon de comprendre comment le compilateur JSP transforme la page en servlet Java. Voir l’exemple de page JSP fourni en fin d’article, avec la servlet créée et la page HTML résultante.

## Syntaxe JSP
Une page JSP peut être séparée en plusieurs parties :
- les données statiques comme le HTML,
- les directives,
- les scripts et variables,
- les actions,
- les balises personnalisées.

### Données statiques
Les données statiques sont écrites dans la réponse HTTP exactement comme elles apparaissent dans le fichier source. Un fichier JSP sans code Java et sans action est donc un fichier valide. Dans ce cas, les mêmes données sont envoyées à chaque fois que la page est demandée par le serveur HTTP. Bien sûr, l’intérêt des JSP est d'insérer des données dynamiques à l’intérieur de ce contenu statique.

### Directives JSP
Les directives contrôlent la manière dont le compilateur doit créer la servlet. Elles sont placées entre les symboles <%@ et %>, ou par les balises XML de la forme <jsp:directive.nom_directive … /> en JSP 2.0. Les directives suivantes sont disponibles :
| Directive    | Description et exemple d'utilisation |
| ------------ | --- |
| include      | Cette directive indique au compilateur d’inclure un autre fichier dans la page. C’est comme si le contenu du fichier à inclure était directement copié dans le fichier courant. Cette fonctionnalité est similaire à celle offerte par le préprocesseur C. <%@ include file="unAutreFichier" %> ou en JSP 2.0 <jsp:directive.include file="unAutreFichier" /> |
| page         | Il y a plusieurs options à cette directive : \| import \| Importe un paquetage (package) Java. Cette directive résulte en une instruction import dans la servlet. \| \| contentType \| Définit le type de contenu de la page créée. Par exemple, ce peut être text/html pour du HTML. \| \| errorPage \| Indique la page à afficher si une exception se produit pendant le traitement de la requête HTTP. \| \| isErrorPage \| Si cette valeur est à true, la page est une page d'erreur. \| \| isThreadSafe \| Indique si la servlet résultante est protégée pour les threads (fils d’exécution). \| <%@ page import="java.util.*" %> // import <%@ page contentType="text/html" %> // contentType <%@ page isErrorPage=false %> // pas une page d'erreur <%@ page isThreadSafe=true %> //JSP sécuritaire aux threads ou en JSP 2.0 <jsp:directive.page import="java.util.*" />// import <jsp:directive.page contentType="text/html" isErrorPage="false" isThreadSafe="true" /> |
| taglib       | Directive qui indique qu’une bibliothèque de balises doit être utilisée. Elle requiert qu’un préfixe soit utilisé (comme un namespace en C++) et l’URI de la description de la bibliothèque. <%@ taglib prefix="myprefix" uri="taglib/mytag.tld" %> ou en JSP 2.0 <jsp:root xmlns:myprefix="urn://to/taglib" …></jsp:root> |
| import       | Importe un paquetage (package) Java. Cette directive résulte en une instruction import dans la servlet. |
| contentType  | Définit le type de contenu de la page créée. Par exemple, ce peut être text/html pour du HTML. |
| errorPage    | Indique la page à afficher si une exception se produit pendant le traitement de la requête HTTP. |
| isErrorPage  | Si cette valeur est à true, la page est une page d'erreur. |
| isThreadSafe | Indique si la servlet résultante est protégée pour les threads (fils d’exécution). |

### Éléments de scripts JSP et variables

#### Variables de script standard
Les variables suivantes sont toujours disponibles dans une page JSP :
outLe JSPWriter utilisé pour envoyer la réponse HTTP au client.
pageLa servlet elle-même.
pageContextUne instance javax.servlet.jsp.PageContext qui contient les données associées à la page entière. Une page HTML donnée peut être passée entre plusieurs JSP.
configObjet de type javax.servlet.ServletConfig. Contient des paramètres de la servlet.
requestObjet représentant la requête HTTP.
responseObjet représentant la réponse HTTP.
sessionObjet de type javax.servlet.http.HttpSession. La session HTTP, qui peut être utilisée pour conserver des informations relatives à un utilisateur d'une requête à une autre.
applicationObjet de type javax.servlet.ServletContext. Peut Stocker des informations uniques pour toute la vie de l'application.

#### Éléments de script
Il y a 3 types basiques d'éléments qui permettent d'insérer du code Java dans la jsp.
| Élément          | Description et exemple |
| ---------------- | --- |
| Déclaration (!)  | Une déclaration permet d'insérer du code directement dans la classe de la servlet. Elle peut être utilisée pour définir une variable globale à la classe ou pour créer des méthodes Java. <%! int variableDeClasse = 0; %> Ou <jsp:declaration> int variableDeClasse = 0; </jsp:declaration> |
| Scriptlet        | Un Scriptlet est utilisé pour placer du code dans la méthode _jspService() de la Servlet. C'est généralement l'élément utilisé pour placer tout code Java, sauf les méthodes et les variables de classe. <% int variable = 0; out.println("On peut aussi écrire des variables : " + variable); %> Ou <jsp:scriptlet> int variable = 0; out.println("On peut aussi écrire des variables : " + variable); </jsp:scriptlet> |
| Expression (=)   | Cet élément sert à afficher une expression. Ce code est donc ajouté à la méthode _jspService(), comme paramètre à un appel out.print(). Voici une variable : <%= variable %> Ou Voici une variable : <jsp:expression> variable </jsp:expression> |
| Commentaire (--) | Utilisé pour faire un commentaire dans le code JSP. Le texte dans un commentaire JSP ne sera pas envoyé au client ni compilé dans la servlet. <%-- Voici un commentaire JSP --%> |

#### Actions JSP
Les actions JSP sont des balises XML qui appellent des fonctions sur serveur HTTP. Les actions suivantes sont disponibles :
| Action          | Description et exemple |
| --------------- | --- |
| jsp:include     | Agit de façon similaire à l'appel d'une sous-routine. Le contrôle est temporairement donné à une autre page, soit un autre fichier JSP, soit un fichier statique. Après le traitement de l'autre page, le contrôle est redonné à la JSP en cours d'exécution. En utilisant cette fonctionnalité, le code Java peut être partagé entre deux pages plutôt que dupliqué. <jsp:include page="pageÀInclure.jsp" > <jsp:param name="paramètre" value="valeur" /> </jsp:include>            |
| jsp:param       | Peut être utilisé dans un bloc jsp:include, jsp:forward ou jsp:params. Il indique un paramètre à être ajouté aux paramètres actuels de la requête. Pour un exemple, voir celui de jsp:include et jsp:forward. |
| jsp:forward     | Donne le contrôle de la requête et de la réponse à une autre page JSP ou à une servlet. Le contrôle est définitivement donné. Pour être appelée, aucune écriture ne doit avoir eu lieu sur la sortie (out) de la servlet. <jsp:forward page="pagePrenantContrôle.jsp" > <jsp:param name="paramètre" value="valeur" /> </jsp:forward> |
| jsp:plugin      | Les versions plus anciennes de Netscape et de Internet Explorer utilisaient différents types de balises pour ajouter une applet. Cette action crée le code nécessaire pour le navigateur utilisé par le client. <jsp:plugin type="applet" height="100%" width="100%" codebase="/applets" code="MonApplet" > <jsp:params> <jsp:param name="enableDebug" value="true" /> </jsp:params> <jsp:fallback> Votre navigateur ne supporte pas les applets Java. </jsp:fallback> </jsp:plugin> |
| jsp:fallback    | Le contenu à montrer si le client ne supporte pas l'affichage d'applet (utilisé avec jsp:plugin). Pour un exemple, voir celui de jsp:plugin. |
| jsp:getProperty | Retrouve la valeur d'une propriété provenant d'un JavaBean. <jsp:getProperty name="nomDeBean" property="derniereModif" /> |
| jsp:setProperty | Règle la valeur d'une propriété d'un JavaBean. <jsp:setProperty name="nomDeBean" property="derniereModif" value="<%= new Date()%>" /> |
| jsp:useBean     | Crée ou réutilise un JavaBean déjà existant pour pouvoir l'utiliser dans la page. <jsp:useBean id="nomDeBean" class="package.Bean" scope="request" /> |

### Bibliothèques de balises JSP
En plus des actions JSP prédéfinies, les développeurs peuvent ajouter leurs propres actions personnalisées en utilisant l'API d'extension de balises JSP (JSP Tag Extension API). Pour ce faire, il faut écrire une classe Java qui implémente une des interfaces de balises et écrire le fichier XML de description de balise qui donne les caractéristiques du marqueur et les classes qui l'implémentent.

## Exemple
Voici un exemple de code source JSP, suivi du code source de la Servlet Java qui pourrait être créée par un serveur (par exemple Apache Tomcat) et de la page HTML qui en résulterait. Le code Java et HTML de cette page est celui créé par Apache Tomcat 4.

### Source
```
<
%-- Ceci est un commentaire JSP --%>

<
%@page contentType="text/html"%>

<
%@page errorPage="erreur.jsp"%>

<
%-- Importation d'un paquetage (package) --%>

<
%@page import="java.util.*"%>

<
html
>

 
<
head
><
title
>
Page JSP
</
title
></
head
>

 
<
body
>

  
<
%-- Déclaration d'une variable globale à la classe --%>
  
<
%! int nombreVisites = 0; %>
  
<
%-- Définition de code Java --%>
  
<
% //Il est possible d'écrire du code Java ici
    Date date = new Date();
    // On peut incrémenter une variable globale pour compter le nombre
    // d'affichages, par exemple.
    nombreVisites++;
  %>
  
<
h1
>
Exemple de page JSP
</
h1
>

  
<
%-- Impression de variables --%>
  
<
p
>
Au moment de l'exécution de ce script, nous sommes le 
<
%= date %>.
</
p
>

  
<
p
>
Cette page a été affichée 
<
%= nombreVisites %> fois !
</
p
>

 
</
body
>

</
html
>

```

### Servlet Java créée par le compilateur
```
package
 
org.apache.jsp
;

import
 
javax.servlet.*
;

import
 
javax.servlet.http.*
;

import
 
javax.servlet.jsp.*
;

import
 
org.apache.jasper.runtime.*
;

import
 
java.util.*
;

public
 
class
 
example_jsp
 
extends
 
HttpJspBase
 
{

 
int
 
nombreVisites
 
=
 
0
;
 

  
private
 
static
 
java
.
util
.
Vector
 
_jspx_includes
;

  
public
 
java
.
util
.
List
 
getIncludes
()
 
{

    
return
 
_jspx_includes
;

  
}

  
public
 
void
 
_jspService
(
HttpServletRequest
 
request
,
 
HttpServletResponse
 
response
)

        
throws
 
java
.
io
.
IOException
,
 
ServletException
 
{

    
JspFactory
 
_jspxFactory
 
=
 
null
;

    
javax
.
servlet
.
jsp
.
PageContext
 
pageContext
 
=
 
null
;

    
HttpSession
 
session
 
=
 
null
;

    
ServletContext
 
application
 
=
 
null
;

    
ServletConfig
 
config
 
=
 
null
;

    
JspWriter
 
out
 
=
 
null
;

    
Object
 
page
 
=
 
this
;

    
JspWriter
 
_jspx_out
 
=
 
null
;

    
try
 
{

      
_jspxFactory
 
=
 
JspFactory
.
getDefaultFactory
();

      
response
.
setContentType
(
"text/html;charset=ISO-8859-1"
);

      
pageContext
 
=
 
_jspxFactory
.
getPageContext
(
this
,
 
request
,
 
response
,

      			
"erreur.jsp"
,
 
true
,
 
8192
,
 
true
);

      
application
 
=
 
pageContext
.
getServletContext
();

      
config
 
=
 
pageContext
.
getServletConfig
();

      
session
 
=
 
pageContext
.
getSession
();

      
out
 
=
 
pageContext
.
getOut
();

      
_jspx_out
 
=
 
out
;

      

      
out
.
write
(
"<body>\n\n"
);

      
out
.
write
(
"\n"
);

      
out
.
write
(
"\n\n"
);

      
out
.
write
(
"\n"
);

 
//Il est possible d'écrire du code Java ici

    
Date
 
date
 
=
 
new
 
Date
();

    
// On peut incrémenter une variable globale pour compter le nombre

    
// d'affichages, par exemple.

    
nombreVisites
++
;

      
out
.
write
(
"\n"
);

      
out
.
write
(
"<h1>Exemple de page JSP"
);

      
out
.
write
(
"</h1>\n"
);

      
out
.
write
(
"\n"
);

      
out
.
write
(
"<p>Au moment de l'exécution de ce script, nous sommes le "
);

      
out
.
print
(
 
date
 
);

      
out
.
write
(
"."
);

      
out
.
write
(
"</p>\n"
);

      
out
.
write
(
"<p>Cette page a été affichée "
);

      
out
.
print
(
 
nombreVisites
 
);

      
out
.
write
(
" fois !"
);

      
out
.
write
(
"</p>\n"
);

      
out
.
write
(
"</body>\n"
);

      
out
.
write
(
"</html>\n"
);

    
}
 
catch
 
(
Throwable
 
t
)
 
{

      
out
 
=
 
_jspx_out
;

      
if
 
(
out
 
!=
 
null
 
&&
 
out
.
getBufferSize
()
 
!=
 
0
)

        
out
.
clearBuffer
();

      
if
 
(
pageContext
 
!=
 
null
)
 
pageContext
.
handlePageException
(
t
);

    
}
 
finally
 
{

      
if
 
(
_jspxFactory
 
!=
 
null
)
 
_jspxFactory
.
releasePageContext
(
pageContext
);

    
}

  
}

}

```

### Code HTML créé par le serveur
```
<
html
>

<
head
><
title
>
Page JSP
</
title
></
head
>

<
body
>

<
h1
>
Exemple de page JSP
</
h1
>

<
p
>
Au moment de l'exécution de ce script, nous sommes le Sat Mar 26 19:31:28 EST 2016.
</
p
>

<
p
>
Cette page a été affichée 5 fois !
</
p
>

</
body
>

</
html
>

```